# Орлов Артур Валерійович
Артур Валерійович Орлов (рос. Артур Валерьевич Орлов, 16 березня 1989, Кизнер, Удмуртська АРСР, РРФСР) — російський військовослужбовець, підполковник, командир 2-го танкового батальону, учасник війни проти України. Герой Росії (2022). З 14 вересня 2024 року — голова управління всеросійського загально-державного молодіжного руху "Рух перших".

## Біографія
Народився в родині працівників.
Закінчив Казанське вище танкове командне училище. Служив командиром взводу в окремому танковому з'єднанні, дислокованого в Челябінські області.
В 2015 році, брав участь у війні на території Сирії.
29 вересня 2016 році у званні капітана був назначений начальником штабу  — заступник командира 1-го танкового батальону танкової частини. В 2024 брав участь у кадровій програмі "Час героїв". 1 березня в Росії запустили програму під назвою "Час героїв" для учасників війни. І деякі з перших її 83 слухачів уже отримали високі посади. Серед них повноважений представник президента в Уральському федеральному окрузі Артем Жога, голова "Руху перших" Артур Орлов, т.в.о. губернатора Тамбовської області Євген Первишов та ін.
З 14 вересня 2024 року — призначений головою управління всеросійського загально-державного молодіжного руху "Рух перших".

## Участь у війні проти України
Він отримав звання героя росії за участь в боях у районі міста Попасна на Луганщині, яке було майже повністю зруйноване внаслідок масованих обстрілів. Героя Росії за нібито успішні рішення і нестандартні підходи до маневрів на полі бою. Окупант під час штурму одного з населених пунктів України начебто вдався до обхідного маневру, чим застав зненацька українських військових і зміг прорвати їхній потужний опір.
Під час повномасштабного вторгнення в Україну орлов служив у 6-му танковому полку 90-ї дивізії збройних сил рф. Восени 2022 року українські правоохоронці звинуватили двох військовослужбовців цього полку у зґвалтуванні вагітної жінки на Київщині під час окупації російськими військами.
У 2023 році Євросоюз запровадив санкції проти командира дивізії, у якій служив орлов. В обґрунтуванні санкцій зазначається, що підлеглі командира дивізії вчиняли жорстокі вбивства та сексуальне насильство щодо цивільного населення Київщини під час окупації.

## Звання та нагороди
- Герой Російської Федерації (2022)
- Орден Мужності